# Kirkwood, Illinois
Kirkwood je vas, ki leži v Okrožju Warren v ameriški zvezni državi Illinois. Vas je najbolj znana kot rojstni kraj množičnega morilca Richarda Specka.
Po popisu prebivalstva iz leta 2000 v naselju živi 794 ljudi na 2,4 km².